# Commissaire européen au Marché intérieur

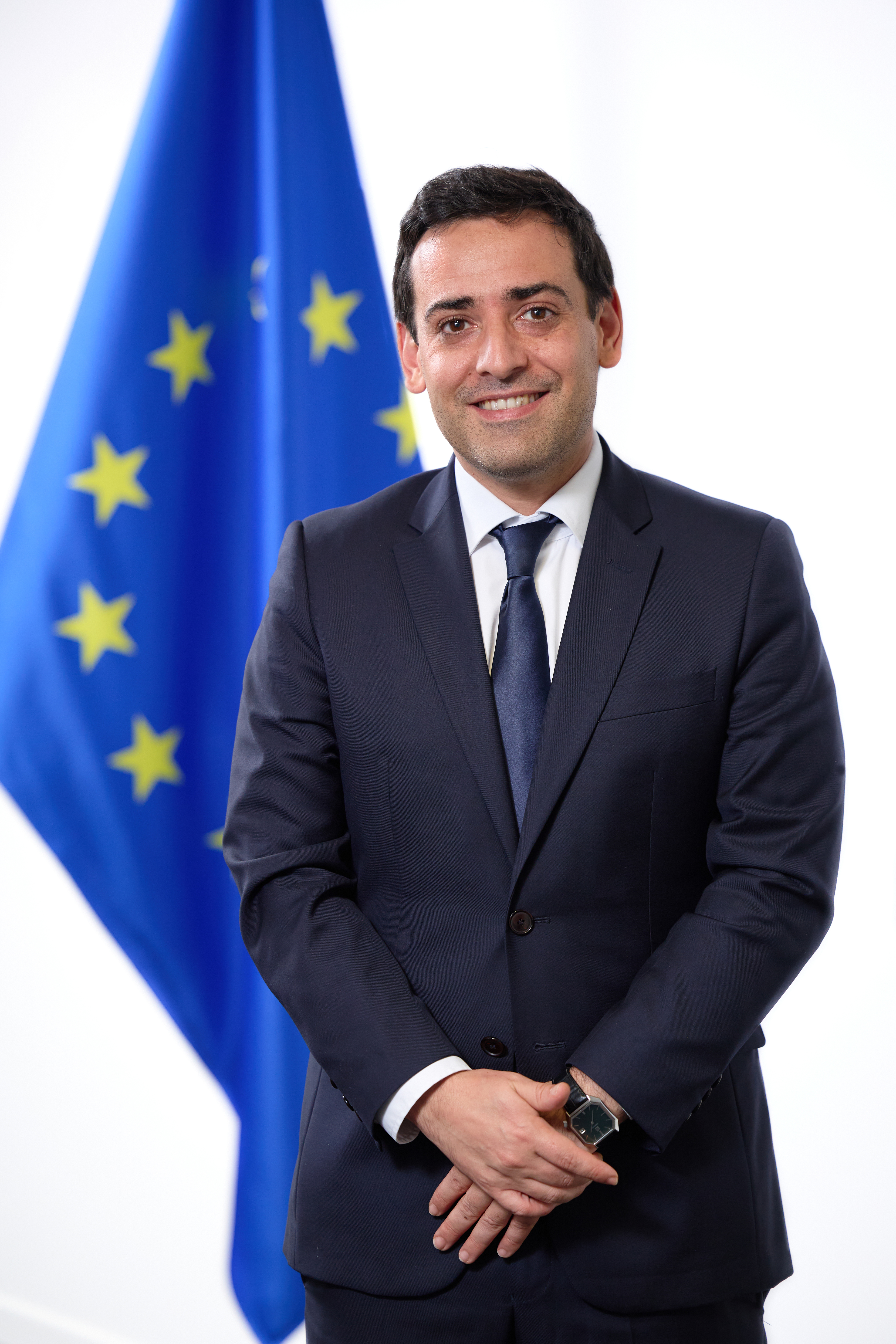
Stéphane Séjourné, l'actuel commissaire européen.

Le commissaire européen au Marché unique  est un poste de la Commission européenne responsable du bon fonctionnement du marché unique, y compris la libre circulation des biens et des services, tant en ligne que dans le monde physique.
Ce poste, couplé à celui de l'Industrie et des PME est occupé depuis le 1er décembre 2024 par Stéphane Séjourné.

## Rôle[1]
- Aider les PME et les start-ups à se développer et à employer davantage de personnes, notamment en améliorant leur accès au financement.
- Établir des conditions de concurrence équitables dans l'ensemble du marché unique et remédier aux effets de distorsion provoqués par les subventions étrangères, notamment en ce qui concerne les marchés publics.
- Élaborer une stratégie globale à long terme pour aider l'industrie européenne à mener la transition verte et numérique tout en garantissant une concurrence loyale.
- Faire en sorte que l'industrie européenne contribue pleinement à la neutralité climatique d'ici à 2050 et à une économie circulaire.
- Renforcer la souveraineté technologique de l'Europe grâce à des politiqueas et des investissements appropriés, par exemple dans les domaines des données, de l'intelligence artificielle, de la 5G, de la défense et de la technologie spatiale.
- Diriger les travaux en vue de l'adoption d'une nouvelle législation sur les services numériques afin de renforcer le marché unique dans ce domaine, de clarifier les obligations des plateformes en ligne, ainsi que d'apporter de la clarté juridique et d'assurer des conditions de concurrence équitables aux petites entreprises.
- Renforcer la cybersécurité en Europe grâce à la certification, la sécurité des réseaux et des systèmes d'information, les stratégies d'intervention rapide en cas d'urgence et une unité conjointe de cybersécurité.
- Renforcer les outils dont dispose l'UE pour prévenir et combattre la désinformation et les fausses informations en ligne, tout en préservant la liberté d'expression, la liberté de la presse et le pluralisme des médias.
- Contribuer au plan d'action actualisé en matière d'éducation numérique afin de doter les jeunes et les adultes des compétences dont ils ont besoin pour vivre et travailler à l'ère du numérique.
- Veiller à ce que le régime de propriété intellectuelle de l'UE soit cohérent, compétitif et adapté à l'ère du numérique.
- Mettre en œuvre le Fonds européen de la défense et le plan d'action sur la mobilité militaire.
- Favoriser une industrie spatiale forte et innovante, qui perpétue l'accès autonome, fiable et rentable de l'Union à l'espace.
- Améliorer le lien crucial entre l'espace, la défense et la sécurité.

## Liste des commissaires
|    | Nom                       | Pays                 | Mandat      | Commission                               |
| -- | ------------------------- | -------------------- | ----------- | ---------------------------------------- |
| 1  | Piero Malvestiti          | Italie               | 1958-1959   | Commission Hallstein I                   |
| 2  | Giuseppe Caron            | Italie               | 1959-1963   | Commission Hallstein (I et II)           |
| 3  | Guido Colonna di Paliano  | Italie               | 1964-1967   | Commission Hallstein II                  |
| 4  | Hans von der Groeben      | Allemagne de l'Ouest | 1967-1970   | Commission Rey                           |
| 5  | Wilhelm Haferkamp         | Allemagne de l'Ouest | 1970-1973   | Commission Malfatti, Commission Mansholt |
| 6  | Finn Olav Gundelach       | Danemark             | 1973-1977   | Commission Ortoli                        |
| 7  | Étienne Davignon          | Belgique             | 1977-1981   | Commission Jenkins                       |
| 8  | Karl-Heinz Narjes         | Allemagne de l'Ouest | 1981-1985   | Commission Thorn                         |
| 9  | Francis Cockfield         | Royaume-Uni          | 1985-1989   | Commission Delors I                      |
| 10 | Martin Bangemann          | Allemagne            | 1989-1994   | Commission Delors (II et III)            |
| 11 | Raniero Vanni d'Archirafi | Italie               | 1992-1994   | Commission Delors III                    |
| 12 | Mario Monti               | Italie               | 1994-1999   | Commission Santer                        |
| 13 | Frits Bolkestein          | Pays-Bas             | 1999-2004   | Commission Prodi                         |
| 14 | Charlie McCreevy          | Irlande              | 2004-2010   | Commission Barroso I                     |
| 15 | Michel Barnier            | France               | 2010-2014   | Commission Barroso II                    |
| 17 | Elżbieta Bieńkowska       | Pologne              | 2014-2019   | Commission Juncker                       |
| 18 | Thierry Breton            | France               | 2019-2024   | Commission von der Leyen I               |
| 19 | Stéphane Séjourné         | France               | depuis 2024 | Commission von der Leyen II              |

## Commission au parlement
La commission du Parlement européen en relation directe avec le commissaire au Marché intérieur est la Commission du marché intérieur et de la protection des consommateurs, dite commission IMCO. Cette commission est chargée de la surveillance, du contrôle législatif et de l’élaboration des politiques concernant la libre circulation des biens, des services, des professionnels, la politique douanière, la normalisation et la protection des intérêts économiques des consommateurs au sein du marché unique européen.